# Elecciones legislativas de Guatemala de 1953
Las elecciones parlamentarias fueron realizadas en Guatemala para obtener 56 escaños en el Congreso de la República de Guatemala entre el 16 y 18 de enero de 1953. El Partido Acción Revolucionaria ganó una mayoría de asientos.

## Resultados
| Partido                               | Votos   | Escaños |    |
| ------------------------------------- | ------- | ------- | -- |
| Partido Acción Revolucionaria         |         | 22      |    |
| Partido de la Revolución Guatemalteca |         | 16      |    |
| Partido de Renovación nacional        |         | 7       |    |
| Partido Guatemalteco del Trabajo      |         | 4       |    |
| Otros cuatro partidos                 |         | 5       |    |
| Independientes                        |         | 4       |    |
| Votos blanco/nulos                    |         | -       | -  |
| Total                                 | 241,318 | 100     | 56 |